# Felipe Rose
Felipe Ortiz Rose (Nueva York, 12 de enero de 1954) es un cantante y bailarín estadounidense, reconocido por ser uno de los miembros fundadores de la agrupación de música disco Village People, donde interpreta al amerindio.

## Biografía
Hijo de madre puertorriqueña quien fue su inspiración para incursionar en el baile, ya que trabajó como bailarina en el club nocturno Copacabana en Nueva York. Felipe obtuvo una beca y se matriculó en el Ballet de Puerto Rico, dirigido por Pascual Guzmán. Participando en obras fue ganando reconocimiento. Su gran momento llegó cuando fue descubierto por el productor francés Jacques Morali y por el productor ejecutivo Henri Belolo en una discoteca de Nueva York, los cuales lo invitaron a hacer parte de un nuevo proyecto de música disco, que eventualmente se convertiría en Village People. Además de su trabajo con la mencionada agrupación, Rose ha sido bailarín del salsero Tito Puente y ha actuado en teatro y cine, además de fundar una compañía de entretenimiento llamada The Tomahawk Group. Como solista obtuvo un éxito moderado con el sencillo "Trails of Tears".